# Sion (district)
Het district Sion (Duits: Bezirk Sitten) behoort tot het Zwitserse kanton Wallis met als hoofdplaats Sion. Het district omvat de volgende gemeenten:
| Gemeentenaam | Inwoners (x) | Oppervlakte (km²) |
| ------------ | ------------ | ----------------- |
| Arbaz        | 1.144        | 19,3              |
| Grimisuat    | 3.038        | 4,5               |
| Salins       | x            | 4,1               |
| Savièse      | 7.149        | 71,0              |
| Sion         | 32.797       | 25,6              |
| Veysonnaz    | 595          | 1,1               |

Brig · Conthey · Entremont · Goms · Hérens · Leuk · Martigny · Monthey · Östlich Raron · Saint-Maurice · Sierre · Sion · Visp · Westlich Raron